# Klosterbergestraße 18 (Magdeburg)

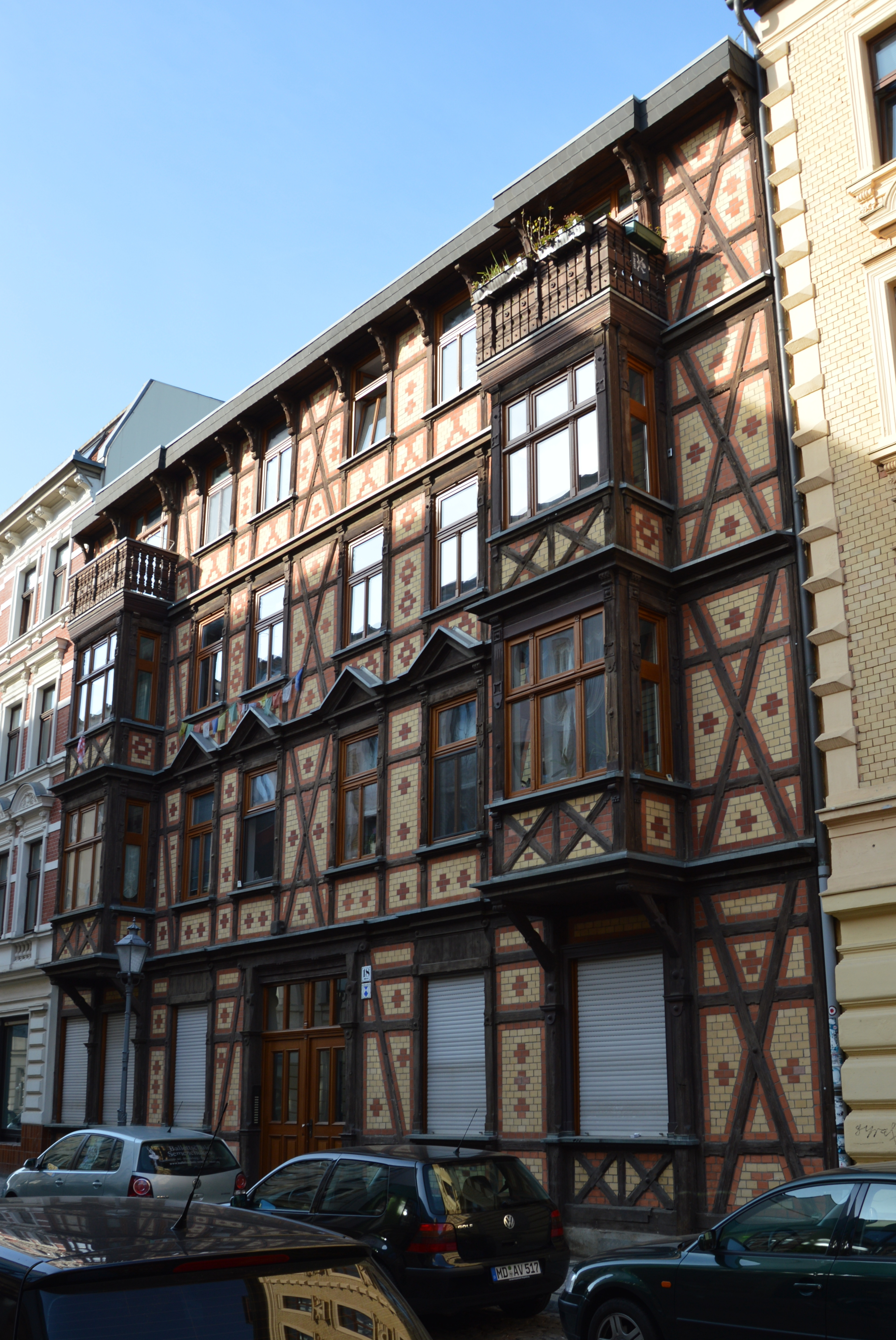
Klosterbergestraße 18

Das Haus Klosterbergestraße 18 ist ein denkmalgeschütztes Gebäude in Magdeburg in Sachsen-Anhalt.

## Lage
Es befindet sich auf der Westseite der Klosterbergestraße unweit der Einmündung der Basedowstraße im Magdeburger Stadtteil Buckau. Südlich grenzt das gleichfalls denkmalgeschützte Haus Klosterbergestraße 20 an. das Gebäude gehört zugleich zum Denkmalbereich Klosterbergestraße.

## Architektur und Geschichte
Das als Fachwerkbau errichtete Wohnhaus wurde in den Jahren 1888/90 vom Maurermeister Gustav Lösche, nach anderen Angaben von Gustav Lösecke gebaut. Zunächst wurde das Gebäude als dreigeschossiger Bau ausgeführt. Später wurden ein viertes Geschoss aufgestockt. Zuzüglich zum Vorderhaus entstanden auch ein Seitenflügel und ein Hinterhaus. Die symmetrische Vorderfassade ist durch zwei Kastenerker geprägt, die sich in den äußeren Fensterachsen vor dem ersten und zweiten Obergeschoss befinden und im dritten Obergeschoss als Balkon genutzt werden. Oberhalb der Erker springt das Traufgesims etwas vor, so dass sie als zwei flache Risalite wirken. Die Einfahrt des Hauses ist etwas nach Süden versetzt.
Das Fachwerk ist mit Andreaskreuzen versehen und die Fassade mit Stilelementen der italienischen Renaissance verziert. Die Gefache sind mit roten und gelben Ziegeln ausgemauert und mit Mustern gestaltet. Die Rahmungen der Fensteröffnungen sowie Fachwerkstreben sind facettiert. Zwischen den Geschossen befinden sich jeweils starke Kastengesimse, die die Fassade horizontal gliedern. Das Gesims des Erdgeschosses springt dabei am weitesten vor.
Bedeckt ist das Gebäude mit einem Flachdach. Auf den Pfosten der Fenster des Dachgeschosses lagern Konsolen, auf denen sich das Kastengesims des Daches befindet. Das Traufgesims wird so als Verdachung der Dachgeschossfenster genutzt.
Das Haus ist Teil des denkmalgeschützten Straßenzuges Klosterbergestraße 13, 16–28, 30. Es gilt als gut erhaltenes Beispiel eines sogenannten Rayonhauses, das entsprechend der im II. Festungsrayon der Festung Magdeburg bestehenden Baubeschränkungen so gebaut werden musste, dass es nötigenfalls schnell niedergelegt werden konnte.
Im örtlichen Denkmalverzeichnis ist das Wohnhaus unter der Erfassungsnummer 094 17839 als Baudenkmal verzeichnet.